# Громадянська війна в Стародавньому Римі (44—42 до н. е.)
Громадянська війна 44-42 років до н. е. — збройний конфлікт між цезаріанцями і прихильниками Республіки, бойові дії якого відбувалися на декількох театрах: в Італії (Мутинська війна), в Африці, на Сицилії і в прибережних водах Італії (повстання Секста Помпея), на Балканах (Битва при Філіппах) і в Азії.

## Військові дії в Африці
Африкою в 44 до н. е. керував колишній легат Цезаря Квінт Корніфіцій, який прийняв сторону республіканців. Марк Антоній на напівофіційному засіданні сенату 28 листопада 44 до н. е. провів рішення про передачу Африки Кальвізію Сабіну, але Квінт Корніфіцій відмовився передати йому провінцію. Після від'їзду Антонія з Риму сенат наказав Корніфіцію залишитися на чолі провінції.
Коли в листопаді 43 до н. е. Африка дісталася Октавіану, він зажадав, щоб Квінт Корніфіцій передав управління наміснику Нумідії Титу Секстію. Той відмовився, і в Африці почалася громадянська війна. Секстій захопив внутрішні райони провінції, але потім був обложений легатом Корніфіція Вентідієм. Інший легат Лелій вторгся в Нумідію і взяв в облогу столицю Цирту. Обидві сторони домагалися союзу з нумідійським царем Арабіоном і так званими сіттіанцями (приватна армія авантюриста Публія Сіттія). Арабіон і сіттіанці підтримали Секстія, так як вважали справу республіканців програною .
Завдяки допомозі союзників Секстій прорвав облогу, розгромив Вентідія, який загинув у битві, після чого виступив на Утіку проти Квінта Корніфіція. Лелій був змушений зняти облогу Цірти і поспішити на допомогу наміснику. Під стінами Утіки відбулася битва, в якій республіканці були розгромлені, Квінт Корніфіцій убитий, а Лелій наклав на себе руки .Коли через деякий час Октавіан зробив намісником Нумідії і Африки Фуфіція Фангона, Секстій спочатку передав йому владу, але потім, зібравши ветеранів, «натовп лівійців» і загони, надані місцевими царями, почав війну. Військо Фангона було розбите, його табір узятий штурмом, а сам він наклав на себе руки. Секстій керував Африкою, поки в 40 до н. е. не довелося передати її Лепіду.

### Початок війни на Сході
Гай Требоній, один з учасників вбивства Цезаря, був призначений намісником Азії, куди прибув в травні 44 до н. е. Восени в Азії висадився Кассій. Отримавши від Требонія гроші, він попрямував до Сирії. Потім в Азію прибув консул Долабелла. Требоній відмовився передати йому Пергам і Смірну, а спроба взяти ці міста силою не вдалася. Через деякий час люди Долабелли зуміли обманом проникнути в Смирну і схопити намісника. Йому відрубали голову, а над останками поглумилися. З числа вбивць Цезаря він загинув першим.

#### Брут на Балканах
З Італії Брут і Кассій прибули до Афін, де їм влаштували урочисту зустріч. На Акрополі було поставлено їх бронзові статуї. В Афінах до Брута приєдналася римська молодь, що там навчалася, в тому числі Цицерон Молодший і молодий Горацій. З ними він попрямував до Македонії. Туди з Азії прибув М. Апулей, посланий Требоном з 16 тис. талантів азійських податків і невеликим військом. Все це було передано Брута. Оскільки крім Македонії сенат передав йому ще й Іллірик, Брут отримав три легіони від його колишнього намісника Публія Ватінія. Гай Антоній, якому його брат передав Македонію, намагався оволодіти цією провінцією, але був розбитий в серії зіткнень і покинутий своїм легіоном, який перейшов до Брута. Той поставився до Антонія милостиво, і навіть поставив його командувати іллірійськими легіонами. Сам він завербував в Македонії ще 4 легіони, і таким чином, довів їх число до восьми .
На відміну від Цицерона, Брут негативно ставився до Октавіана і сподівався на можливий союз з Антонієм і Лепидом проти спадкоємця Цезаря. Звістка про створення Другого тріумвірату і початок терору поклала кінець ілюзіям. Війна вступала у вирішальну стадію. У відповідь на проскрипції тріумвірів, Брут розпорядився стратити Гая Антонія .

## Війна Долабелли
Долабелла, оголошений сенатом ворогом вітчизни, виступив проти Кассія, і на початку 43 до н. е. направив до Єгипту послів на чолі зі своїм легатом Алліеном. Той повинен був привести з Єгипту чотири легіони, а також просити у Клеопатри надати кораблі. Сам Долабелла почав збирати кошти, при цьому в більшості випадків вдаючись до насильства. Він захоплював храмове майно, накладав на міста великі контрибуції. Родоська республіка сама перейшла на його сторону і надала допомогу.
Легіони, які Алліен вів з Єгипту, були оточені в Палестині переважаючими силами Кассія, і перейшли на його сторону. Долабелла з двома легіонами атакував Антіохію, але був відбитий з втратами, після чого зміцнився в Лаодикії. З моря до нього підійшла ескадра Л. Фигул. Кассій взяв в облогу місто і звернувся до Фінікії, Лікії й Родосу з вимогою надати кораблі. Всі відмовили, крім Сидону, що були з кораблями. Кассій вступив в бій з флотом Долабелли, але успіху не добився. Тоді він знову розіслав вимоги допомоги, в тому числі Клеопатрі й Серапіону, який командував її військами на Кіпрі. Тир, Арвад і Серапіон злякалися його погроз і надали кораблі, єгипетський же флот був готовий відплисти на допомогу Долабелли, але його затримали противні вітри.
Кассій мав ще дві морських битви при Лаодікеї, і тільки в другому розгромив Долабеллу. Після цього він посилив натиск на Лаодікею, і через деякий час захопив місто, підкупивши сотників, які несли денний дозор. Долабелла наказав охоронцеві умертвити його. Легіони Долабелли Кассій приєднав до свого війська, стратив знатних городян, а саму Лаодікею дочиста пограбував.

## Нарада в Смирні
У кінці 43 або самому початку 42 р. до н. е. Брут і Кассій провели нараду в Смирні. Брут наполягав, що треба не дати противнику закріпитися на Балканах, бо у тріумвірів було до сорока легіонів, вісім з яких вже переправилися. Саме час завдати удару по їхньому авангарду, але Кассій ухвалив рішення, що не треба заважати ворогові, оскільки через свою численність його війська загинуть від голоду в розореному війнами краю.
Замість наступальної операції на Балканах, він запропонував забезпечити тили, розібравшись з Лікійцями і Родосом, які стояли на боці цезаріанців і мали флот, який міг становити загрозу. Брут рушив у Лікію, а Кассій — на Родос, де колись здобув грецьку освіту.

## Балканська кампанія
На початку літа 42 до н. е. Брут і Кассій з'єдналися в Сардах і переправилися через Геллеспонт. Тим часом авангард тріумвірів з восьми легіонів під командуванням Децідія Сакси й Гая Норбана пройшов Македонію і заглибився у Фракію в пошуках продовольства. У Філіппах їх передові частини зіткнулися з армією республіканців, які обійшли їх з флангу і змусили відступити. Незабаром на допомогу авангарду підійшли основні сили Антонія, а через 10 днів і армія Октавіана, який був хворий і пересувався на ношах.
Брут і Кассій влаштували два добре укріплених табори по обидва боки Егнатієвої дороги, що пов'язувала їх з флотом Тіллі кимврів, який стояв біля Неаполя Фракійського, і тиловими складами на Фасосі. Табори знаходилися на відстані півтора кілометра один від одного, але були пов'язані лінією укріплень і перебували на високих пагорбах.

## Перша битва при Філіппах
Октавіан став табором навпроти Брута, Антоній — навпроти Касія. Вважається, що армії були приблизно рівні за чисельністю: 19 легіонів (посиленого складу) у тріумвірів проти 19 або 17 (неповної чисельності) у республіканців. За словами Аппіа, у Брута і Касії було 80 тис. піхоти, близько 20 тис. кінноти і численне піше військо, надане союзними царями. Їх супротивники мали 13 тис. кінноти. Слабким місцем республіканців було те, що їх командний склад значною мірою складався з молодих аристократів, які не мали достатнього військового досвіду. Позиція тріумвірів була значно незручнішою, Кассій же розраховував перемогти їх змором. Це змушувало Антонія діяти рішуче, і він спробував відрізати республіканців від шляхів постачання.
Між військами Антонія і Касія зав'язалися сутички, і війська Брута, втомлені від очікування, 3 жовтня, без наказу, атакували частини Антонія і табір Октавіана. Табір останнього був захоплений, а самому йому ледве вдалося врятуватися втечею. Тим часом Антоній великими силами атакував Касія, який, так само як і Октавіан, що піддався удару військ Брута, вважав, що це звичайна вилазка, і тому дав себе оточити з лівого флангу. Кіннота Касія тікала, табір був узятий Антонієм, а сам Кассій відступив на ближній пагорб. Брут послав йому на допомогу загін кавалерії, але Кассій, який не знав стану справ у Брута, і який передбачав, що той також розбитий, прийняв цей загін за ворожий і наказав слузі перерізати собі горло.
Військо Касія втратило до 8 тис. убитими, Октавіана — вдвічі більше. Октавіан втік з табору, про Антонія говорили, що він сховався в якомусь болоті. Республіканці взяли в цьому бою трьох ворожих орлів, і тільки безглузда смерть Касія, що сталася через нестачу координації між частинами, не дала здобути повної перемоги.

## Битва в Іонічному морі
У той же день флот Мурка й Агенобарба атакував в протоці кораблі Гнея Доміція Кальвіна, що перевозили на Балкани два легіони (в тому числі Марсів), преторіанської когорти й допоміжні війська. Невелика частина транспортів змогла проскочити, але потім раптово встановився штиль, і важкі вантажні кораблі зупинилися. Трієри намагалися їм допомогти, але флот республіканців значно перевершував їх числом. Кальвін зчепив кораблі канатами, щоб не дати противнику прорватися до транспортів, тоді Мурк наказав обстрілювати це скупчення запальними стрілами. Легіонери, що знаходилися на транспортах, які зазнали обстрілу або наклали на себе руки, або, вирішивши дорожче продати своє життя, стрибали зверху на ворожі трієри, які підходили занадто близько, і гинули в нерівному бою.
Значна частина флоту тріумвірів була знищена, частина транспортів здалася, також були захоплені 17 трієр. Кальвін на п'ятий день повернувся на своєму кораблі в Бріндізі, де його вже вважали загиблим.

## Друга битва при Філіппах
Брут прийняв загальне командування. Щоб надихнути солдатів, він обіцяв роздати їм по 2 тис. денаріїв. Крім того, в разі перемоги він пообіцяв віддати військам на розграбування міста Солунь та Лакедемон. Плутарх пише, що в житті Брута — це єдиний вчинок, якому немає вибачення, і що не треба було опускатися до рівня тріумвірів, які віддали на потік і розграбування солдатні всю Італію. Антоній пообіцяв своїм солдатам по 20 тис. Сестерціїв. Республіканці перегрупувалися і зайняли табір Касія. Брут збирався витримувати в ньому облогу, справедливо вважаючи, що противник, відчуваючи брак продовольства, протримається лише до зими, а потім відступить, після чого його легко буде наздогнати і знищити. Однак, Брут не мав у військах такого авторитету, як Кассій, і не зміг переконати в своїй правоті ні рядовий склад, ні командирів, які вимагали битви.
На думку Плутарха, якби Бруту вдалося реалізувати свій план, він би виграв кампанію, бо відразу після першої битви пішли осінні дощі й табір цезаріанців, який перебував в низині, постійно заливало, а ночами вже почалися заморозки. Продовольство ж закінчувалось. Тому Антоній з Октавіаном відчайдушно потребували рішучий бій.
23 жовтня відбувся бій. У жорстокому бою республіканці були розбиті, Октавіан залишився охороняти захоплений табір, Антоній організував переслідування, розіславши по всіх дорогах загони, щоб не дати вождям врятуватися і знову зібрати війська. Брут з чотирма легіонами відступив в гори. Він запитав у солдатів, чи готові вони продовжити боротьбу й або спробувати відбити табір, або евакуюватися на кораблях. Солдати відповіли, що вже досить для нього зробили, і тепер настав час подбати про себе. Отримавши таку відповідь, Брут попросив одного з друзів заколоти його. Залишки війська, серед 14 тисяч, перейшли до Антонія й Октавіану.

## Перерозподіл провінцій
Після битви при Філіппах Антоній і Октавіан розділили між собою провінції Лепіда. Перший отримав Нарбонську Галлію, другий — Іспанію. Африкою Октавіан поступився Антонію, зберігши за собою Нумідію. Цизальпинская Галлія переходила в загальне ведення. Самого Лепід звинувачували в таємних зв'язках з Секстом Помпеєм магнію; Октавіан мав це розслідувати. У разі, якщо підозри не підтвердяться, домовилися виділити Лепіду якусь провінцію.
Антоній вирушив на Схід збирати гроші для оплати солдатам і винагороди ветеранам. Октавіан повернувся до Італії, щоб наділити ветеранів землею. Легіонери, які відслужили свій термін, були демобілізовані, за винятком 8 тисяч, які виявили бажання продовжити службу і зарахованих до преторіанської когорти.
З військ Брута на сторону тріумвірів перейшли 11 легіонів і 14 тис. вершників. З них Антоній для свого парфянського походу отримав 6 легіонів і 10 тис. кінноти, решта дісталася Октавіану. За словами Аппіана, загальне число легіонів становило 28, тобто близько 170 тис. вояків, не рахуючи кінноти й численних допоміжних військ. З цієї кількості близько 50 тис. Були демобілізовані й отримали землю в Італії.

## Підсумки
Значення громадянської війни між тріумвірами й республіканцями, поразки останніх в битві при Філіппах було осягнуто ще в давнину. Свобода, в римському розумінні цього слова, була втрачена Римом назавжди.
При цьому громадянські війни тривали й надалі, але відтепер це була боротьба претендентів на верховну владу, позбавлена партійного змісту.
У ході Перузійскої війни, а потім під час Акційської війни, Антоній намагався залучити людей на свою сторону лицемірними обіцянками відновити республіку, але, по-перше, сам він, що перетворився в східного деспота, не викликав довіри, а по-друге, політичне поле в Римі було настільки ефективно прополене репресіями Другого тріумвірату, що організована демократична опозиція просто перестала існувати.
Слід також зупинитися на тій обставині, що борці за свободу і демократію Брут і Кассій спустошили азійські провінції й залежні держави так само ретельно і жорстоко, як це зробили їхні супротивники з Італією. Щоб зрозуміти, наскільки були виправдані їх дії, слід пам'ятати, що свобода призначалася тільки для римлян. Римська ідеологія, виражена, зокрема, в працях Цицерона, стверджує, що є римляни, призначені для свободи й панування, і є всі інші народи, які народжені для того, щоб терпіти приниження і тиранію. Тому з римського погляду дії Брута і Касія були відносно законними, а такі ж дії тріумвірів — злочинними.
Економічні наслідки війни були дуже важкими, тим більше, що це був ще далеко не кінець епохи громадянських війн.